# 30033 Kevinlee
30033 Kevinlee este un asteroid din centura principală de asteroizi.

## Descriere
30033 Kevinlee este un asteroid din centura principală de asteroizi. A fost descoperit pe 29 februarie 2000 la Socorro, New Mexico, în cadrul proiectului LINEAR. Asteroidul prezintă o orbită caracterizată de o semiaxă mare de 2,27 ua, o excentricitate de 0,07 și o înclinație de 1,9° în raport cu ecliptica.